# Buteo
Buteo Lacépède, 1799 è un genere di uccelli rapaci della famiglia degli Accipitridi, comunememente noti come poiane, diffusi in quasi tutto il mondo.

## Tassonomia
Comprende le seguenti specie:
- Buteo plagiatus (Schlegel, 1862) - poiana grigia
- Buteo nitidus (Latham, 1790) - poiana grigiostriata
- Buteo lineatus (Gmelin, JF, 1788) - poiana spallerosse
- Buteo ridgwayi (Cory, 1883) - poiana di Ridgway
- Buteo platypterus (Vieillot, 1823) - poiana alilarghe
- Buteo albigula Philippi, 1899 - poiana golabianca
- Buteo brachyurus Vieillot, 1816 - poiana codacorta
- Buteo solitarius Peale, 1848 - poiana delle Hawaii
- Buteo swainsoni Bonaparte, 1838 - poiana di Swainson
- Buteo galapagoensis (Gould, 1837) - poiana delle Galapagos
- Buteo albonotatus Kaup, 1847 - poiana codafasciata
- Buteo jamaicensis (Gmelin, JF, 1788) - poiana codarossa
- Buteo ventralis Gould, 1837 - poiana codarossiccia
- Buteo regalis (Gray, GR, 1844) - poiana tabaccata
- Buteo lagopus (Pontoppidan, 1763) - poiana calzata
- Buteo hemilasius Temminck & Schlegel, 1844 - poiana degli altipiani
- Buteo japonicus Temminck & Schlegel, 1844 - poiana giapponese
- Buteo burmanicus Hume, 1875 - poiana dell'Himalaya
- Buteo rufinus (Cretzschmar, 1829) - poiana codabianca
- Buteo bannermani Swann, 1919 - poiana di Capo Verde
- Buteo socotraensis Porter & Kirwan, 2010 - poiana di Socotra
- Buteo buteo (Linnaeus, 1758) - poiana comune
- Buteo trizonatus Rudebeck, 1957 - poiana di foresta
- Buteo oreophilus Hartert & Neumann, 1914 - poiana montana
- Buteo archeri Sclater, WL, 1918 - poiana di Archer
- Buteo auguralis Salvadori, 1865 - poiana collorosso
- Buteo brachypterus Hartlaub, 1860 - poiana del Madagascar
- Buteo augur (Rüppell, 1836) - poiana augure
- Buteo rufofuscus (Forster, JR, 1798) - poiana sciacallo